# Banco El Hogar Argentino (Casa Matriz)

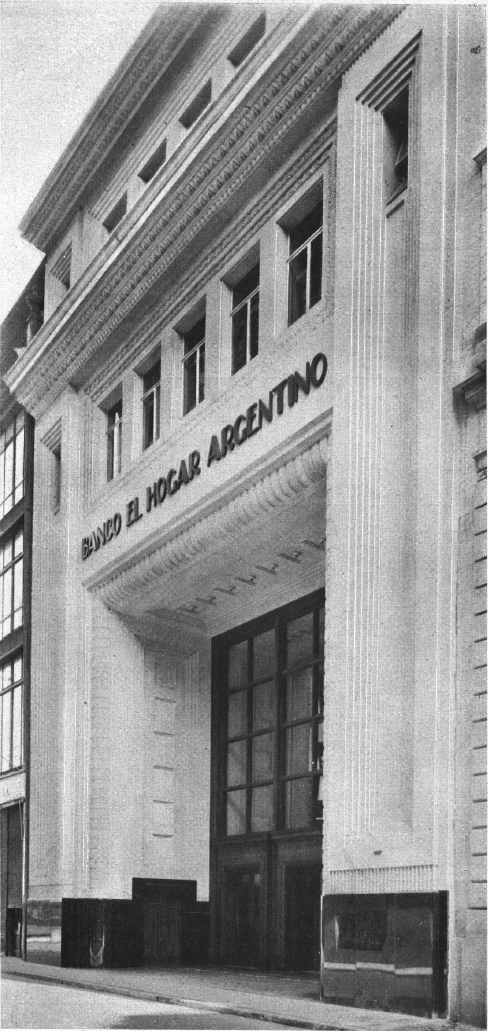
La fachada, en 1926

La Casa Matriz del Banco El Hogar Argentino es un edificio bancario considerado una de las piezas del movimiento art déco más destacadas en la ciudad de Buenos Aires y la Argentina. Una obra del arquitecto Alejandro Virasoro, muy controvertida en su época, que actualmente funciona como edificio anexo del Banco Santander Río. Su dirección es Bartolomé Mitre 575.

## Historia
El Banco El Hogar Argentino fue fundado en 1899 como una cooperativa de reducido capital con el objetivo primordial de brindar terrenos y viviendas a la clase obrera, principalmente venida de la inmigración europea.
En 1926, la entidad financiera adquirió un terreno en la calle Bartolomé Mitre, en plena city financiera del barrio porteño de San Nicolás. Para diseñar su nuevo edificio propio, eligió el proyecto propuesto por el arquitecto Alejandro Virasoro, que estaba iniciándose en su controvertida innovación arquitectónica.
Virasoro había adquirido los diseños y conceptos de la nueva arquitectura que llegaba con la modernidad, a través de la corriente aún cargada con sentido de la ornamentación, llamada años más tarde art déco, y que tuvo su auge en el período de entreguerras en Europa y los Estados Unidos. 

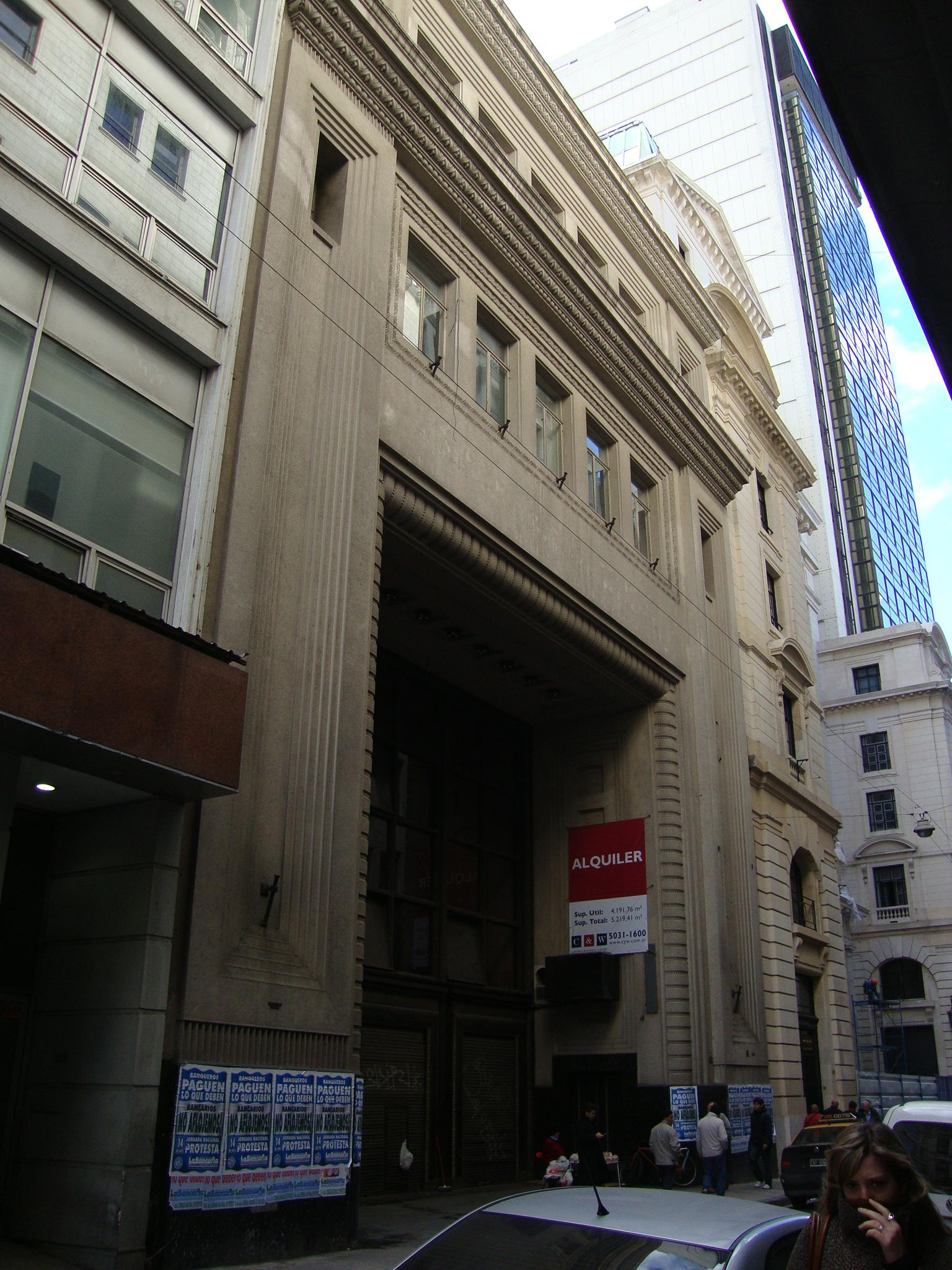
En la actualidad, sin uso y en alquiler

El nuevo edificio construido por la empresa del mismo Virasoro, trajo polémicas en una sociedad y una comunidad de arquitectos en las cuales el gusto por la arquitectura de influencias clásica y francesa estaban muy firmemente aferrados. Al tiempo que se terminaba el Banco El Hogar Argentino, Virasoro editaba en la revista de la Sociedad Central de Arquitectos un polémico artículo llamando a la renovación y la modernización, que le causó amplio repudio e incluso una respuesta de Alejandro Christophersen.
Según recuerda Vicente Cacuri, la construcción del banco le cuesta a Virasoro «(...) una grave quiebra de su salud a causa de la incomprensión», quedando la obra paralizada durante un tiempo por negativa de algunos accionistas de la entidad misma. Cacuri revuerda voces que opinaron: «¡Que no haga ensayos de esos mamarrachos en la calle Florida! ¡El banco no puede tener la severidad de un panteón!», aunque el arquitecto superó la adversidad y pudo inaugurar su primera obra de porte en este nuevo e innovador estilo, costruyendo luego otros hitos arquitectónicos Art decó.
Pasaron los años, y en 1963 el Hogar Argentino fue absorbido por el Banco de Santander. Así, la entidad española tuvo su primera filial en Latinoamérica. El edificio fue refuncionalizado por el estudio de arquitectura Antonini-Schon-Zemborain, en 1992. Dos años después, se transformó en sede de la AFJP Orígenes, perteneciente al Grupo Santander. En 2008, la compañía pasó a manos de ING. Pero solo un año después, en Argentina se realizó la re-estatización del sistema de jubilaciones y pensiones, y Orígenes desapareció.
Desde ese momento, el edificio funcionó como anexo de la casa central del Banco Santander Río, formado en 2007 cuando el Grupo Santander absorbió al Banco Río. En la actualidad, la planta baja está ocupada por dependencias del Gobierno de la Ciudad de Buenos Aires.

## Descripción

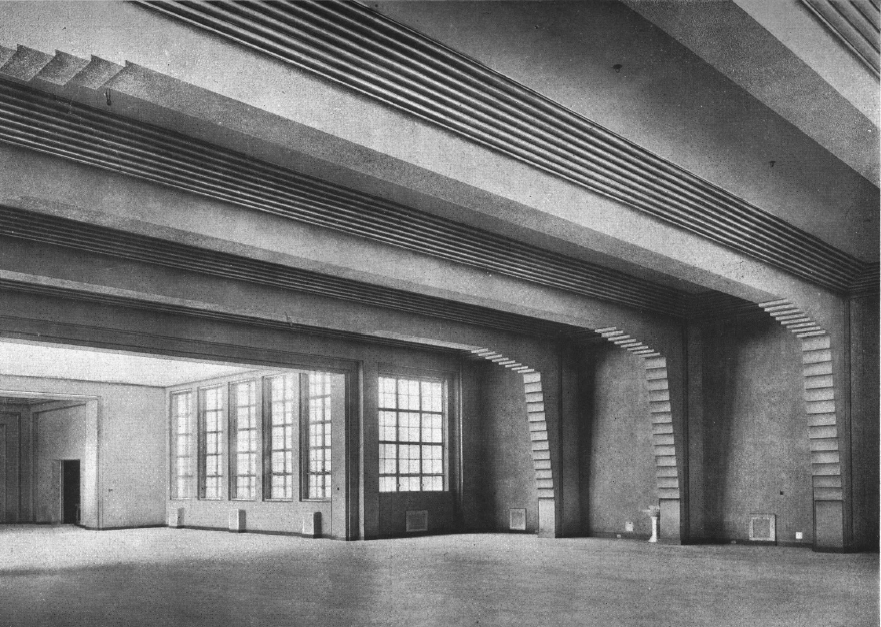
Salón de contabilidad con pórticos.

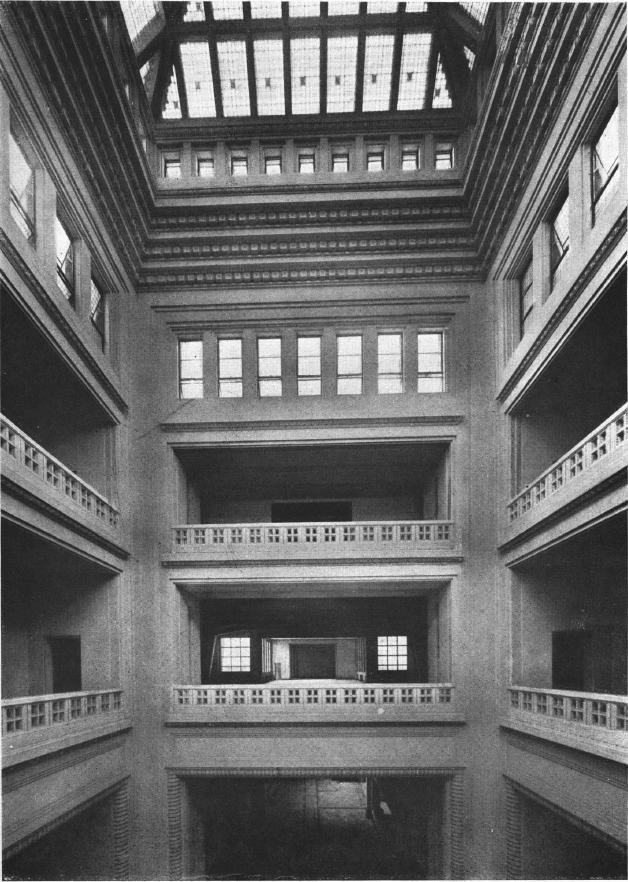
Vista del gran hall con claraboya.

El edificio del Banco El Hogar Argentino resultó controvertido en 1926 ya por el simple hecho de presentar un nuevo estilo aún naciente en la Argentina, que igualmente en los siguientes años tendría su breve apogeo: el art déco.
El gran protagonista de esta obra es el hall central, que concentraba originalmente la totalidad de los servicios de atención al público, y estaba pensado para ser además lugar de exposición de objetos, etc. De tal forma, la fachada está pensada como una gran vidriera, que ocupa varios niveles con el aspecto de un inmenso marco monumental, haciendo que desde la vereda se pudiera observar el interior del banco.
Aunque el frente del edificio aparece como un gran bloque cuadrado, el edificio posee una pequeña torre que no es visible desde el nivel de la vereda. Sin embargo, el hall del banco ocupa todos los pisos, que se desarrollan en forma de galerías que miran al espacio central, de tal forma que es posible ver desde el piso de la planta baja el techo de esta pequeña torre. Así puede apreciarse que el techo piramidal de la misma está revestido en vidrio, brindando iluminación natural diurna al banco.
Por otra parte, el Banco El Hogar Argentino estaba originalmente dividido en dos partes. La primera -que abarca la fachada y el hall- está compuesta por este gran espacio que posee un nivel único de tres pisos de altura, y sobre él tres pisos más dispuestos como galerías. La parte trasera tiene siete pisos, y estos también abarcan el espacio vertical que en la parte delantera estaba protagonizado por el hall con torre piramidal.